# Mullus
Mullus is een geslacht van straalvinnige vissen uit de familie van zeebarbelen (Mullidae). De wetenschappelijke naam van het geslacht werd in 1758 gepubliceerd door Carl Linnaeus.

## Soorten
- Mullus argentinae Hubbs & Marini, 1933
- Mullus auratus Jordan & Gilbert, 1882
- Mullus barbatus Linnaeus, 1758 – Gewone zeebarbeel
  - Mullus barbatus barbatus
  - Mullus barbatus ponticus Essipov, 1927
- Mullus surmuletus Linnaeus, 1758 – Mul